# Matāʻutu
Mata-Utu  je administrativno središte i naselje od 1 120 stanovnika francuskog prekomorskog departmana Wallis i Futuna i Distrikta Hahake u Polineziji. On je i prijestolnica tradicionalnog povijesnog kraljevstva Uvéa koje danas ima samo ceremonijalno-turističku ulogu.

## Geografska obilježja
Mata-Utu leži na istočnoj obali vulkanskog otoka Wallis u otočju Wallis i Futuna na jugozapadu Tihoga oceana. Taj ne previše visok otok (145 m) okružen je koraljnim grebenom od nekih 20 otočića kroz koje brodovi na par mjesta ipak mogu proći.
Klima je tropska s prosječnim temperaturama između 22° - 32° C.

## Povijest
Povijest Mata-Utua vezana je uz lokalno otočno kraljevstvo Uvéa i njegovog 50. kralja (lavelua) Tomasija koji je izabran za 50. kralja Wallisa - 1959. godine.Dvije godine kasnije proveden je referendum o mogućoj neovisnosti otoka, u kojem se većina izjasnila za ostanak pod okriljem Francuske. Tomasi je potpisao pakt s francuskom vladom o osnivanju prekomorskog departmana Wallis i Futuna. Francuzi su mu se odužili 2005. kad je skoro svrgnut, nakon velikih nereda, jer je štitio svog unuka nakon prometne nesreće. Oporba je izabrala novog lavelua, ali je uz intervenciju Francuza ostao na vlasti do svoje smrti 2007.

## Znamenitosti
Središtem Mata-Utua dominira katedrala Marijina uzačašća (Notre-Dame-de-l'Assomption) koja je proglašena francuskim nacionalnim spomenikom. U središtu se nalaze i restorani, hotelčići, pošta, policijska postaja, trgovački centar i kraljevska palača. Pored grada nalaze se arheološki lokaliteti Talietumu i Tonga Toto.
Stanovnici grada bave se turizmom ribarstvom i trgovinom. Mata-Utu ima Međunarodnu zračnu luku Wallis Hihifo (IATA: WLS, ICAO: NLWW), koja se nalazi kod mjesta Hihifo, 5 km sjeverno.

## Vanjske poveznice
- Tomasi Kulimoetoke II na portalu Encyclopædia Britannica  Arhivirana inačica izvorne stranice od 29. listopada 2013. (Wayback Machine)